# Латифа Ахербах
Латифа Ахербах (берб. ⵍⴰⵟⵉⴼⴰ ⴰⵅⵔⴱⴰⵛ, арап. لطيفة أخرباش; Тетуан, 1960) је мароканска политичарка и новинарка.

## Каријера
Започела је каријеру новинарке 1981. године у дневнику „Ал Магриб” и часопису „La Vie Eco”. 
Крајем 1990-их је предавала на Вишем институту за новинарство у Рабату (фр. Institut Supérieur de Journalisme de Rabat). Године 2003. ју је Мухамед VI од Марока именовао за директорку Вишег института за информације и комуникације (фр. l'Institut Supérieur de l'Information et de la Communication ISIC), а 2007. за ко-извршну директорку SNRT-а (фр. Société nationale de radio-diffusion). Водила је марокански државни радио.
Између 2007. и 2012. је била државна секретарка за спољне послове у кабинету Абаса Ел Фасија.
Коауторка је две књиге на француском језику о женским правима: „Жене и медији” (фр. Femmes et médias) и „Жене и политика” (фр. Femmes et politique).